# Vela nos Jogos Olímpicos de Verão de 2016
As competições da vela nos Jogos Olímpicos de Verão de 2016 foram disputadas entre os dias 8 e 18 de agosto na Marina da Glória, na Baía de Guanabara. Dez medalhas de ouro foram concedidas e 380 velejadores participaram das competições.

## Eventos
Dez conjuntos de medalhas foram concedidos. As classes RS:X, Laser, Laser Radial, Finn, 470 e 49er retornam em 2016. Com relação aos Jogos de Londres, em 2012, os eventos a barcos de quilha foram retirados, tanto para as mulheres (Elliott 6m) quanto para os homens (Star), sendo a primeira vez que nenhuma prova à quilha foi disputada nas Olimpíadas.
Foram substituídas pela classe Nacra 17, disputada primeira vez como olímpica, sendo esta designada como sendo mista e composta necessariamente por um casal, e pela 49erFX, uma prova de esquife feminino que utiliza o mesmo equipamento da versão masculina (49er), mas com uma vela ligeiramente reduzida.

### Classes
| Classe       | Tipo           | Evento    | Velejadores |
| ------------ | -------------- | --------- | ----------- |
| RS:X         | Prancha à vela | feminino  | 1           |
| RS:X         | Prancha à vela | masculino | 1           |
| Laser Radial | Bote           | feminino  | 1           |
| Laser        | Bote           | masculino | 1           |
| Finn         | Bote           | masculino | 1           |
| 470          | Bote           | feminino  | 2           |
| 470          | Bote           | masculino | 2           |
| 49er         | Esquife        | masculino | 2           |
| 49erFX       | Esquife        | feminino  | 2           |
| Nacra 17     | Multicasco     | misto     | 2           |

## Qualificação

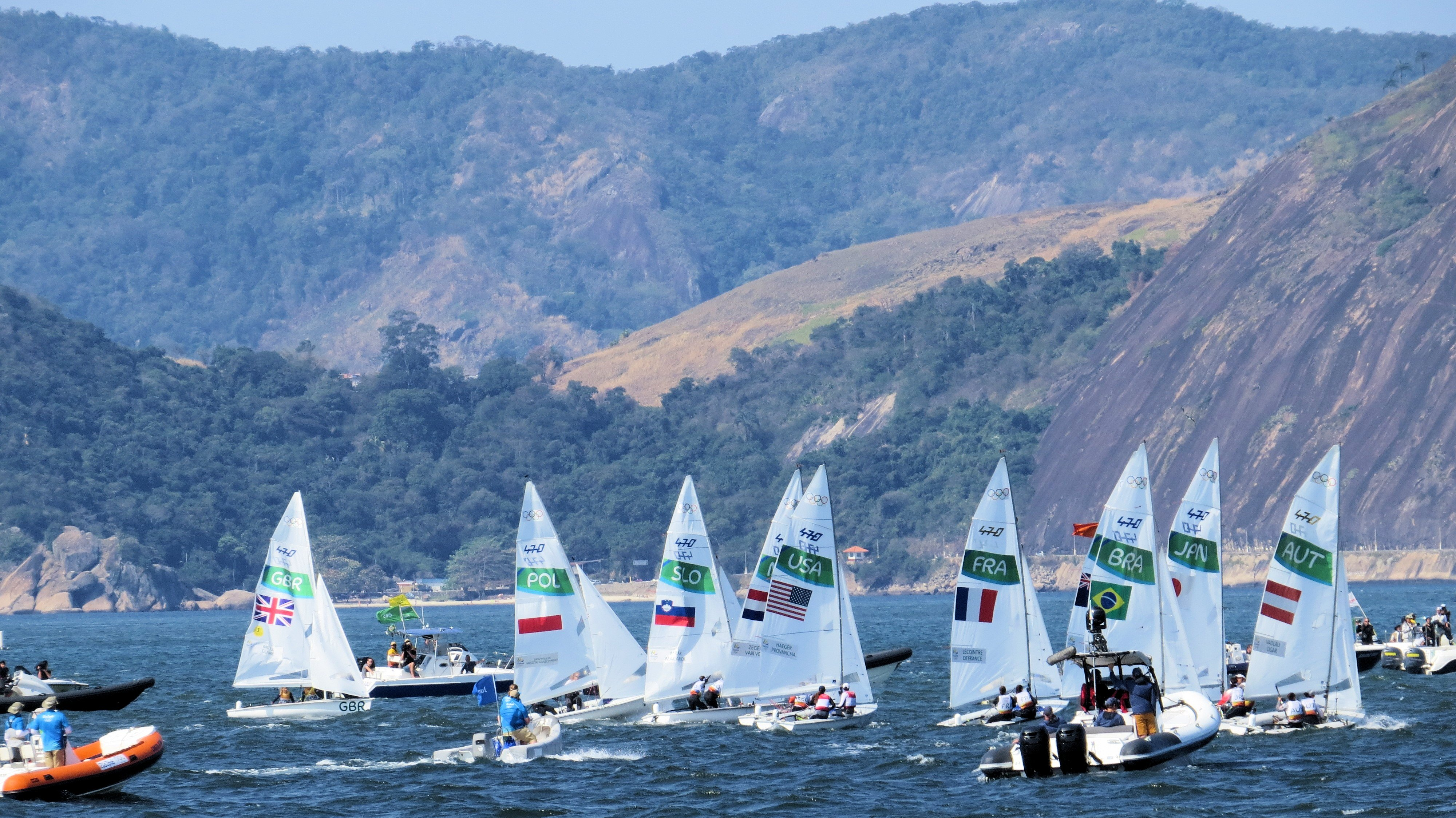
Barcos durante uma das regatas da classe 470 feminino

Um total de 380 velejadores se classificaram para as competições de vela dos Jogos. O período de qualificação começou durante o Campeonato Mundial de Vela de 2014, em setembro daquele ano. As demais vagas foram concedidas no Campeonato Mundial de 2015 e nos Eventos de Qualificação Continental. Como anfitrião, o Brasil garantiu uma vaga em cada uma das dez provas.

## Formato de disputa
Todas as classes olímpicas foram disputadas no formato de corrida de frota, onde todos os competidores começam e velejam juntos. Eles são pontuados de acordo com o sistema de pontos baixos, onde o primeiro lugar recebe 1 ponto, o segundo 2 pontos, e assim por diante. Houve uma série de regatas preliminares seguidas pela regata final, ou Medal Race. As classes RS:X, 49er, 49erFX e Nacra 17 tiveram 12 regatas preliminares e as demais classes 10.
Ao final das regatas preliminares, os dez melhores barcos em cada classe (ou seja, aqueles com as pontuações totais mais baixas) avançaram para a Medal Race. Cada barco deve descartar uma regata da sua pontuação total, com exceção da Medal Race que não pode ser excluída da pontuação e conta em dobro. O barco com o menor total geral após todas as regatas foi o vencedor. Em case de empate na classificação final, vale a pontuação obtida na Medal Race.

## Calendário
| Agosto | 8 | 9 | 10 | 11 | 12 | 13 | 14 | 15 | 16 | 17 | 18 |
| ------ | - | - | -- | -- | -- | -- | -- | -- | -- | -- | -- |
| Vela   |   |   |    |    |    |    | 2  | 2  | 2  | 2  | 2  |

|  | Dia de competição |  | Dia de final |

## Participantes
O Brasil, como anfitrião, teve cotas garantidas em todas as categorias.
- RSA África do Sul (3)
- GER Alemanha (12)
- ANG Angola (3)
- ALG Argélia (3)
- ARG Argentina (13)
- ARU Aruba (3)
- AUS Austrália (11)
- AUT Áustria (8)
- BLR Bielorrússia (2)
- BEL Bélgica (4)
- BER Bermudas (2)
- BRA Brasil (15)
- CAN Canadá (9)
- CHI Chile (9)
- CHN China (8)
- CYP Chipre (2)
- COL Colômbia (1)
- KOR Coreia do Sul (4)
- CRO Croácia (8)
- DEN Dinamarca (11)
- EGY Egito (1)
- ESA El Salvador (1)
- SLO Eslovênia (3)
- ESP Espanha (14)
- USA Estados Unidos (15)
- EST Estônia (5)
- FIN Finlândia (8)
- FRA França (15)
- GBR Grã-Bretanha (15)
- GRE Grécia (7)
- GUA Guatemala (1)
- HKG Hong Kong (2)
- HUN Hungria (5)
- CAY Ilhas Cayman (1)
- COK Ilhas Cook (2)
- ISV Ilhas Virgens Americanas (1)
- IRL Irlanda (6)
- ISR Israel (6)
- ITA Itália (13)
- JPN Japão (11)
- LAT Letônia (1)
- LTU Lituânia (2)
- MAS Malásia (2)
- MEX México (3)
- MNE Montenegro (1)
- NOR Noruega (7)
- NZL Nova Zelândia (12)
- NED Países Baixos (11)
- PER Peru (2)
- POL Polônia (7)
- POR Portugal (5)
- CZE República Checa (3)
- RUS Rússia (7)
- LCA Santa Lúcia (1)
- SEY Seicheles (3)
- SIN Singapura (10)
- SWE Suécia (7)
- SUI Suíça (9)
- THA Tailândia (4)
- TPE Taipé Chinês (1)
- TTO Trinidad e Tobago (1)
- TUN Tunísia (4)
- TUR Turquia (6)
- UKR Ucrânia (3)
- URU Uruguai (4)
- VEN Venezuela (2)

## Medalhistas
Estes foram os medalhistas da vela nos Jogos Olímpicos de 2016:
Masculino
| Evento         | Ouro                                       | Prata                                       | Bronze                                       |
| -------------- | ------------------------------------------ | ------------------------------------------- | -------------------------------------------- |
| RS:X detalhes  | Dorian van Rijsselberghe NED Países Baixos | Nick Dempsey GBR Grã-Bretanha               | Pierre Le Coq FRA França                     |
| Laser detalhes | Tom Burton AUS Austrália                   | Tonči Stipanović CRO Croácia                | Sam Meech NZL Nova Zelândia                  |
| Finn detalhes  | Giles Scott GBR Grã-Bretanha               | Vasilij Žbogar SLO Eslovênia                | Caleb Paine USA Estados Unidos               |
| 470 detalhes   | Šime Fantela Igor Marenić CRO Croácia      | Mathew Belcher Will Ryan AUS Austrália      | Panagiotis Mantis Pavlos Kagialis GRE Grécia |
| 49er detalhes  | Peter Burling Blair Tuke NZL Nova Zelândia | Nathan Outteridge Iain Jensen AUS Austrália | Erik Heil Thomas Plössel GER Alemanha        |

Feminino
| Evento                | Ouro                                       | Prata                                           | Bronze                                              |
| --------------------- | ------------------------------------------ | ----------------------------------------------- | --------------------------------------------------- |
| RS:X detalhes         | Charline Picon FRA França                  | Chen Peina CHN China                            | Stefania Elfutina RUS Rússia                        |
| Laser Radial detalhes | Marit Bouwmeester NED Países Baixos        | Annalise Murphy IRL Irlanda                     | Anne-Marie Rindom DEN Dinamarca                     |
| 470 detalhes          | Hannah Mills Saskia Clark GBR Grã-Bretanha | Jo Aleh Polly Powrie NZL Nova Zelândia          | Camille Lecointre Hélène Defrance FRA França        |
| 49erFX detalhes       | Martine Grael Kahena Kunze BRA Brasil      | Alexandra Maloney Molly Meech NZL Nova Zelândia | Katja Salskov-Iversen Jena Mai Hansen DEN Dinamarca |

Misto
| Evento            | Ouro                                          | Prata                                        | Bronze                               |
| ----------------- | --------------------------------------------- | -------------------------------------------- | ------------------------------------ |
| Nacra 17 detalhes | Santiago Lange Cecilia Carranza ARG Argentina | Jason Waterhouse Lisa Darmanin AUS Austrália | Thomas Zajac Tanja Frank AUT Áustria |

## Quadro de medalhas

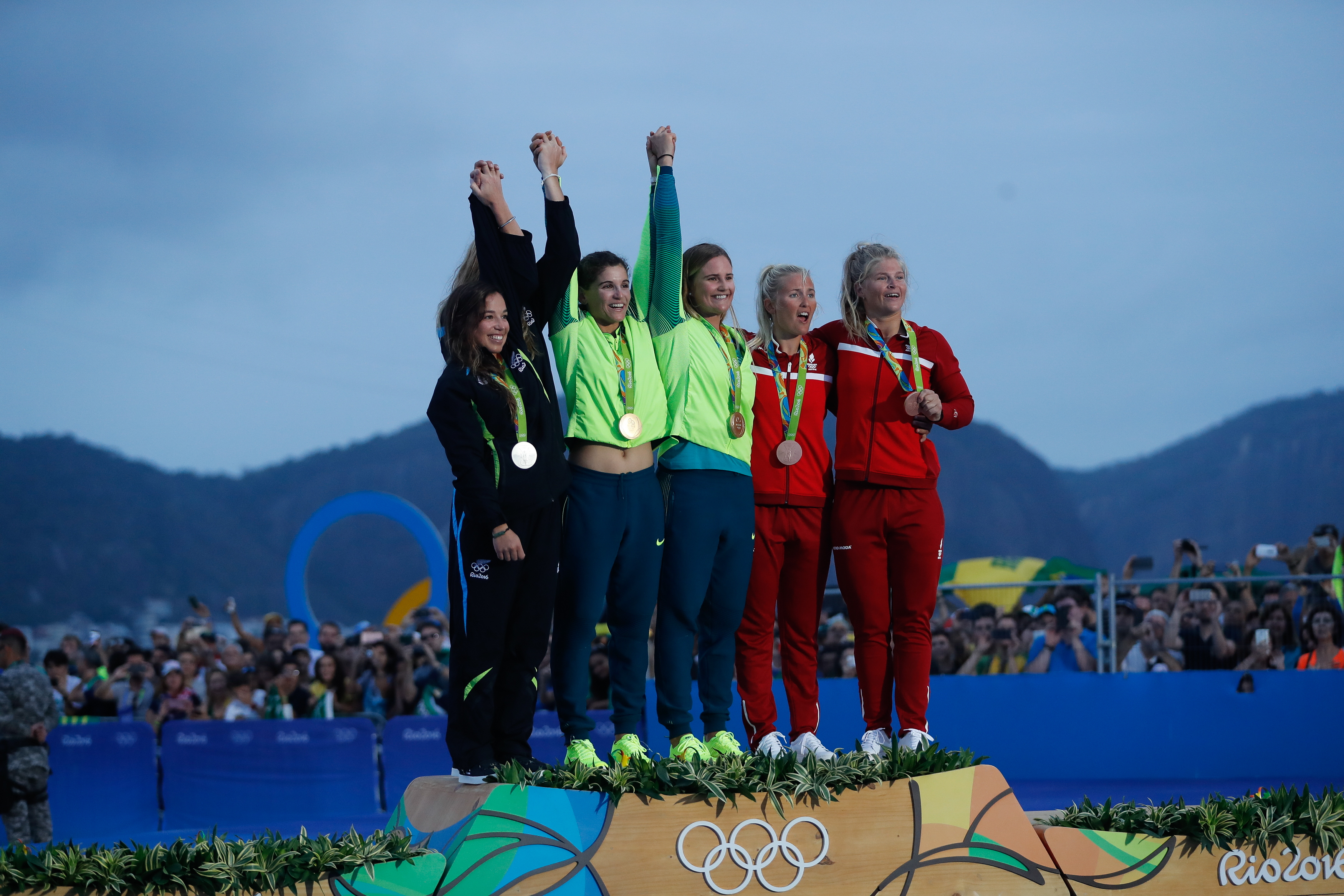
Medalhistas da classe 49erFX

| Ordem | País               | Medalha de ouro | Medalha de prata | Medalha de bronze |    | Ordem por total |
| ----- | ------------------ | --------------- | ---------------- | ----------------- | -- | --------------- |
| 1     | GBR Grã-Bretanha   | 2               | 1                |                   | 3  | 3               |
| 2     | NED Países Baixos  | 2               |                  |                   | 2  | 5               |
| 3     | AUS Austrália      | 1               | 3                |                   | 4  | 1               |
| 4     | NZL Nova Zelândia  | 1               | 2                | 1                 | 4  | 1               |
| 5     | CRO Croácia        | 1               | 1                |                   | 2  | 5               |
| 6     | FRA França         | 1               |                  | 2                 | 3  | 3               |
| 7     | ARG Argentina      | 1               |                  |                   | 1  | 8               |
|       | BRA Brasil         | 1               |                  |                   | 1  | 8               |
| 9     | CHN China          |                 | 1                |                   | 1  | 8               |
|       | SLO Eslovênia      |                 | 1                |                   | 1  | 8               |
|       | IRL Irlanda        |                 | 1                |                   | 1  | 8               |
| 12    | DEN Dinamarca      |                 |                  | 2                 | 2  | 5               |
| 13    | GER Alemanha       |                 |                  | 1                 | 1  | 8               |
|       | AUT Áustria        |                 |                  | 1                 | 1  | 8               |
|       | USA Estados Unidos |                 |                  | 1                 | 1  | 8               |
|       | GRE Grécia         |                 |                  | 1                 | 1  | 8               |
|       | RUS Rússia         |                 |                  | 1                 | 1  | 8               |
| TOTAL | TOTAL              | 10              | 10               | 10                | 30 | —               |